# アット・ザ・ゲイツ
アット・ザ・ゲイツ（英: At the Gates）は、スウェーデン、ヨーテボリ出身のメロディックデスメタルバンドである。1990年に結成され1996年に解散したが、2007年から2008年にかけて一時的に活動を再開。その後改めて2010年に再結成を果たし、以降も各ライブイベントに出演している。

## 概要
カーカス、エッジ・オブ・サニティ、アモルフィスらと並び、1990年初頭からメロディックデスメタルというジャンルの形成に大きく関わり、デスメタルのアグレッシブさに叙情的なメロディを加えた1995年リリースの4thアルバム『Slaughter of the Soul』で一つの完成形を迎え、カーカスの『Heartwork』と共に世界各地で多くのフォロワーを生んだ。
その後、メロディックデスメタルはイン・フレイムスやダーク・トランキュリティらによってよりメロディアスな方向へ推し進められ、メロディックデスメタルとしての完成度を高める一方、ソイルワーク、ザ・クラウンやカーナル・フォージ、フォーセイクンらによって、アグレッシブさを保ちつづけながらも一定のメロディを盛り込んだデスラッシュというアプローチをとるバンドも現われることになった。
また、後続のメロディックデスメタル／デスラッシュバンドだけでなく、キルスウィッチ・エンゲイジ、ザ・ブラック・ダリア・マーダー、アズ・アイ・レイ・ダイングらアメリカのヘヴィメタルバンドにも無視できない影響を及ぼすことになったが、これは4thアルバムリリース後のツアーで2度に渡る長期のアメリカツアーを行ったことも大きく影響していたと思われる。
このアット・ザ・ゲイツのアメリカツアーによって築き上げられたアメリカでのメロディックデスメタルのファン・ベースは、後のソイルワーク、イン・フレイムス、アーチ・エネミーらによるアメリカ進出における成功の下地を作った。

## 略歴
1990年、グロテスク、インフェステイションらのメンバーによりアット・ザ・ゲイツが結成される。メンバーはトーマス・リンドバーグ(Vo)、アンダース・ビョーラー(G)、アルフ・スヴェンソン(G)、ヨナス・ビョーラー(B)、エイドリアン・アーランドソン(Ds)の5人であった。1991年にデモEP『Gardens of Grief』をリリース。同デモは、同年中にドロレス・レコードよりアナログレコードで再発された。1992年にもプロモ盤を作成し、イギリスのピースヴィル・レコードと契約を行う。ヴァイオリン奏者のイェスパー・ヤロルドをセッションに迎え、アルバムのレコーディングを行う。同年7月に1stアルバム『The Red in the Sky Is Ours』をリリース。その後、セリオン、マイ・ダイイング・ブライドらとヨーロッパツアーを行う。また、1992年の途中から1993年にかけて、ヨナス・ビョーラーがバンドを離れており、トニー・アンダーソンがベーシストとして参加している。この関係からか、1stアルバムの裏ジャケットには、トニー・アンダーソンがベーシストとしてクレジットされている。
1993年、4月にサンライト・スタジオでとトマス・スコッグスベルグと共にレコーディングを行う（当時サンライト･スタジオで働いていたディスメンバーのフレッド・エストビー、カーナル・フォージのラーズ・リンデンらがエンジニアとして参加している）。音楽的方向性の違いによりアルフ・スヴェンソン(G)が脱退するがアルバムのレコーディングには参加、後任にマーティン・ラーソンを迎える。5月に2ndアルバム『With Fear I Kiss the Burning Darkness』をリリース。アナシマ、クレイドル・オブ・フィルスらとツアーをヨーロッパツアーを行う。1994年、2月にイエテボリのスタジオ・フレッドマンにてプロデューサーのフレドリック・ノルドストロームと共にレコーディングを行う。4月にEP『Gardens of Grief 』を限定666枚リリース。7月に3rdアルバム『Terminal Spirit Disease』をリリース。これは新曲6曲に、ライブ3曲という変則的な構成のアルバムであった。アナシマ、マイ・ダイイング・ブライドらとヨーロッパツアーを行う。
1995年、イギリスのイヤーエイク・レコードと契約を行い。5月から7月にかけ再びスタジオ・フレッドマンでフレドリック・ノスドストロームプロデュースの元、アルバムのレコーディングを行う。11月に4thアルバム『Slaughter Of The Soul』をリリース。アンリージェッドとヨーロッパツアーを行い、途中フェスティバル出演ではテスタメント、クリーターらと共演した。1996年、1月にはディセクションらとイギリスツアーを行い、3月にはモービッド・エンジェル、ディセクションとアメリカツアーを行う。4月にはナパーム・デス、フェイス・ダウンらとヨーロッパツアーを行い、6月にはナパーム・デスとアメリカツアーを行う。その後スウェーデンでフェスティバルに出演後、9月に解散した。解散のきっかけは、ライブ・ツアーの疲れから、アンダース・ビョーラーが脱退の意向を示したことだという。
2001年、ピースヴィルよりイヤーエイク在籍時の曲も含むベストアルバム『Suicidal Final Art』がリリースされた。
2007年、再結成。ライヴ限定で活動を行うが、2008年9月21日に最後のショウを行い再び解散。2010年、12月に再結成して2011年以降に、ライブに参加することが発表された。2014年、センチュリー・メディア・レコードと契約し、秋に約20年ぶりとなる新アルバム『At War with Reality』をリリースした。2017年3月中旬、アンダース・ビョーラーの脱退が発表された。同年9月、アンダースの後任としてヨナス・ストールハマール(G)の加入が発表された。また、併せて同年冬より新アルバムのレコーディングに入ることが発表され、翌2018年5月に6thアルバム『To Drink from the Night Itself』をリリースした。2021年7月に、7thアルバム『The Nightmare of Being』をリリース。
2022年7月下旬、ギタリストのストールハマールが脱退した。10月5日に後任として、アンダース・ビョーラーの復帰が発表された。

## 音楽的特徴
- 1stアルバムは専任のヴァイオリン奏者が存在していて、初期の頃からデスメタルにメロディを導入しようと試行錯誤していたことが窺える。ただ全てにおいてこの試みが成功していたわけではなく、ヴァイオリンによるメロディアスなパートとデスメタル部分の融合には至っていないが、その後の成長を感じさせるような部分もある。
- 続く2ndアルバムでは専任のヴァイオリン奏者が脱退し、エントゥームド、ディスメンバーに通ずる典型的なデスメタルの音になっている。この頃からデスメタルに叙情的なメロディを導入し始めるが、基本的には変拍子や不気味なスケールを前面に出しており、90年代後半から広まった所謂メロディックデスメタルとは方向性が異なる。このアルバムでボーカルのトーマス・リンドバーグは典型的なデスボイスから脱却し、泣き叫ぶようなボーカルスタイルに変化している。プロデュースはトマス・スコッグスベルグによる。
- 3rdよりプロデューサーがヨーテボリのスタジオ・フレッドマンのフレドリック・ノルドストロームに交代。以前の作品よりサウンド・プロダクションに改善が見られ、また作曲もビョーラー兄弟がメインで担当するようになり、よりストレートかつメロディアスな曲構成への変遷が見られる。1stの頃のようにヴィオラやチェロを導入しているが曲中に絡ませるわけではなく、弦楽器による叙情性のあるイントロからアグレッシブな展開に移行させるように用いられた。
- 4thアルバムではスラッシュメタルの色を強め、特にスレイヤーの影響を感じさせる重たく小刻みなリフが多くなり、アルバム全編にわたって畳み掛けるような構成になっている。サウンド・プロダクションも大きく向上し、アグレッシブさと叙情的なメロディとの融合を成し遂げた。
- 5thアルバム以降は4thアルバムまでの音楽性をさらにメロディアスに、そして攻撃的に進化させている。この頃になると、デスラッシュ風の曲が多くなった。

## メンバーのアット・ザ・ゲイツ以外の活動
- アット・ザ・ゲイツ活動中からメンバーは各々プロジェクト活動を行っていた。まずアンダース・ビョーラー、ヨナス・ビョーラー、エイドリアン・アーランドソンの3人は1994年に当時リハーサル・ルームをシェアしていたディセクションのジョン・ノトヴェイトと共にテラーというプロジェクトを結成するが、結局デモを作成したのみに終わる。アット・ザ・ゲイツ解散後、その3人はパトリック・ヤンセンと共にザ・ホーンテッドを結成する。エイドリアン・アーランドソンは1999年にザ・ホーンテッドを脱退し、クレイドル・オブ・フィルスに加入。2006年まで活動し、その後は、パラダイス・ロストに加入した。
- トーマス・リンドバーグ、エイドリアン・アーランドソンの2人は1994年にクラストコアバンドのスキットシステムを結成。トーマス・リンドバーグはボーカルの他にギターも担当している。1995年にアット・ザ・ゲイツが4thアルバム『Slaughter of the Soul』のレコーディング中に同機材を使用してフレドリック・ノルドストローム、アンダース・ビョーラーのエンジニアの元、EPのレコーディングを行ったりもした。その後、何枚かのEPをリリースしたが、1997年暮れにエイドリアン・アーランドソンはザ・ホーンテッドの活動が忙しくなり脱退。その後サイドプロジェクトではなく本格的に活動し始めアメリカ、ヨーロッパにツアーを行ったり、ナザムとのスプリットEPをリリースしたりしたが、トーマス・リンドバーグは他のプロジェクト活動が忙しくなり結局2004年春に脱退した。
- トーマス・リンドバーグはスキットシステムの他に、1995年にはセレモニアル・オースのアルバム『Carpet』に参加（当時イン・フレイムスのアンダース・フリーデンが在籍していて、イェスパー・ストロムブラードもゲスト参加している）、1998年にはクラストコアバンドディスフィアーに参加、ギリシャのナイトレイジ（ファイアーウインドのガス・Gが在籍していた）にも参加。2001年にはザ・クラウンに加入し5thアルバム『Crowned In Terroer』のレコーディングに参加したが2002年には脱退。2000年にはナパーム・デスのシェーン・エンバリーらとのグラインド・コアプロジェクトロック・アップに参加。他にも様々なプロジェクトで活動している。
- 1993年に脱退したアルフ・スヴェンソンは脱退したものの2ndアルバムのレコーディングには参加。脱退後はOxiplegatzという、実験的色合いの強いブラックメタル・プログレッシブメタルプロジェクトを立ち上げて活動していた。1stアルバムには、アット・ザ・ゲイツの1stアルバムに参加したヴァイオリニスト、イェスパー・ヤロルドも参加している。また、このプロジェクトの他にタトゥー・アーティストとしても活躍している。

## 備考
- 2ndアルバム以前は、アンダース・ビョーラーとアルフ・スヴェンソンの2人を中心に作曲を行い、作詞は、トーマス・リンドバーグかアルフ・スヴェンソンが担当していた。アルフ・スヴェンソン脱退後は、アンダースとヨナスのビョーラー兄弟を中心に作曲が行われるようになり、作詞は全曲トーマス・リンドバーグが行うようになった。
- 1stアルバム、2ndアルバムはピースヴィル・レコード傘下のデフ・レコードよりリリースされ、3rdアルバムはピースヴィルよりリリースされたが、いずれもピースヴィルより再発されている。
- 2002年には4thアルバムに未収録曲、カヴァー曲、デモテイク（チューニングがリリーステイクと異なる）を追加、2006年にはアルバム制作時のことを振り返った談話や当時のプロモーションビデオを収録したDVDを更に追加し、イヤーエイク・レコードより再発された。また、このDVD付きのものは、トイズファクトリーから、日本盤もリリースされた。
- 日本では、1st～3rdがポニーキャニオンから、4thアルバムがトイズファクトリーから日本盤がリリースされていたが、現在は、前述の4thアルバム再発盤を含めて、すべて廃盤になっている。特にポニーキャニオン盤は、現在入手困難である。
- デモEP『Gardens of Grief』は1991年にドロレス・レコードよりアナログレコード盤がリリースされた。始めてCD音源となったのは、1995年のブラック・サン・レコードによる再発盤である。また2004年にはトーマス･リンドバーグ、アルフ･スヴェンソンがアット･ザ･ゲイツ結成前に在籍していたグロテスクとのスプリット盤として再発された。またピースヴィル・レコードからも「Souls of the Evil Departed」「All Life Ends」の2曲のみ収録した7"EPが666枚限定でリリースされた。
- 1996年の解散前は一度も来日することはなかったが、メイン・ソングライターのビョーラー兄弟が在籍しているザ・ホーンテッドでアット・ザ・ゲイツの曲が演奏される事があり、過去のザ・ホーンテッドの日本公演で「Blinded By Fear」(『Slaughter of the Soul』収録)が演奏された事があった[10]。また、再結成後の2008年には、アット・ザ・ゲイツとしての来日が実現している[11]。
- アット・ザ・ゲイツが3rdアルバム、4thアルバムでレコーディングを行ったスウェーデン、ヨーテボリにあるスタジオ・フレッドマンとプロデューサーのフレドリック・ノルドストロームはその後、シーンを牽引したイン・フレイムス、ダーク・トランキュリティ、アーチ・エネミーらの作品を多く手掛けたことから、彼らの下へ世界各地のヘヴィメタルバンドが次々とレコーディングに訪れるようになった。
- アーチ・エネミーのドラマーであるダニエル・アーランドソンはエイドリアン・アーランドソンの実弟である。

## メンバー

### 現メンバー
- トーマス・リンドバーグ (Tomas Lindberg) - ボーカル (1990-1996、2007-2008、2010-)
- アンダース・ビョーラー (Anders Björler) - ギター (1990-1996、2007-2008、2010-2017、2022-)
- マーティン・ラーソン (Martin Larsson) - ギター (1993-1996、2007-2008、2010-)
- ヨナス・ビョーラー (Jonas Björler) - ベース (1990-1992、1993-1996、2007-2008、2010-)
- エイドリアン・アーランドソン (Adrian Erlandsson) - ドラムス (1990-1996、2007-2008、2010-)

### 旧メンバー
- アルフ・スヴェンソン (Alf Svensson) - ギター (1990-1993)
- ヨナス・ストールハマール (Jonas Stålhammar) - ギター (2017-2022)
- トニー・アンダーソン (Tony Andersson) - ベース (1992)
  - 1stアルバム『The Red in the Sky Is Ours』の裏ジャケットにクレジットされているが、アルバムには参加していない。

### セッションメンバー
- イエスパー・ヤロルド (Jesper Jarold) - ヴァイオリン
  - 1stアルバム『The Red in the Sky Is Ours』に参加。
- マッティ･カルキ (Matti Kärki) - ヴォーカル
  - 2ndアルバム『With Fear I Kiss the Burning Darkness』でバック・ボーカルとして参加。
  - カーネイジを経て、ディスメンバーで活動。
- ピーター･アンダーソン (Peter Andersson) - チェロ
  - 3rdアルバム『Terminal Spirit Disease』の「The Swarm」に参加。
- イルヴァ・ヴァールステッド (Ylva Wåhlstedt) - ヴィオラ
  - 3rdアルバム『Terminal Spirit Disease』の「And The World Returned」に参加。
  - 他にイン・フレイムスの1stアルバムにも参加している。
- アンディ・ラ・ロック - (Andy La Rocque) - ギター
  - 4thアルバム『Slaughter of the Soul』の「Cold」でギターソロでゲスト参加。
  - キング・ダイアモンドで活動中、デスの5thアルバムにも参加している。

## ディスコグラフィー

### アルバム
- 1992年 The Red in the Sky Is Ours
- 1993年 With Fear I Kiss the Burning Darkness
- 1994年 Terminal Spirit Disease
- 1995年 Slaughter of the Soul
- 2014年 At War with Reality
- 2018年 To Drink from the Night Itself
- 2021年 The Nightmare Of Being

### シングル・ミニアルバム
- 1991年 Gardens of Grief
- 1994年 Gardens of Grief - Collector's Club 7"
- 1996年 Cursed to Tour w/ナパーム・デス

### ライブアルバム
- 2010年 Purgatory Unleashed – Live at Wacken

### ベスト
- 2001年 Suicidal Final Art

### 映像作品
- 2010年 The Flames of the End

### コンピレーション
- 1993年 V.A. / Deaf Metal Sampler
- 1994年 V.A. / No Peace At All
- 1995年 V.A. / Slatanic Slaughter